# Castello di Montegibbio
Das Castello di Montegibbio ist eine Höhenburg aus dem 10. Jahrhundert im Ortsteil Montegibbio der Gemeinde Sassuolo in der italienischen Region Emilia-Romagna.

## Geschichte
Die um 920 errichtete Burg wurde anfangs von den Kanonikern des Domes von Parma zur Verteidigung gegen die Angriffe der Magyaren genutzt. Kurze Zeit gehörte sie dann Bonifatius von Canossa und seiner Tochter Mathilde und landete schließlich in den Händen der Herren Della Rosa aus Sassuolo. Sie wurde 1325 durch den Ghibellinen Francesco dei Bonacolsi aus Mantua zerstört und später, als die Della Rosas sich mithilfe des Guelfen Versuzio Lando das Lehen wieder angeeignet hatten, von diesen wieder aufgebaut. 1375 fiel sie an die D’Estes und 1499 an Pio di Carpi. Im Jahre 1501 zerstörte sie ein Erdbeben, das mit dem Salsa di Montegibbio in Zusammenhang stand, und sie blieb daraufhin ein Jahrhundert lang ungenutzt. 1636, mit der Vergabe des zugehörigen Lehens an die Adelsfamilie Boschetti aus Modena, wurde sie wieder aufgebaut. 1696 fiel die Burg an den Markgrafen Ottavio Spolverini aus Verona und 1767 an den Adligen Luigi Canonici aus Ferrara, in den ersten Jahren des 19. Jahrhunderts an die Familie Nanni und schließlich 1851 an die Borsaris aus Finale Emilia, die sie umbauen ließen. Seit 1971 gehört das Castello di Montegibbio der Gemeinde Sassuolo.

## Beschreibung
Im Innenhof in Form einer unregelmäßigen Ellipse erkennt man verschiedene Gebäude: Das Pfarrhaus mit dem Glockenturm, die Kirche San Pietro Martire, den Markgrafenpalast und den Turm der Burg. Daneben gibt es ein Taubenhaus und Wohnungen für die Dienerschaft, die auch als Scheune und Lager genutzt wurden. Weiter hinten liegt ein Garten und am Eingang ein Gebäude, in dem heute die kommunale Essigfabrik untergebracht ist.